# Styx (album)
| Recensione                        | Giudizio     |
| --------------------------------- | ------------ |
| AllMusic                          | [ 1 ]        |
| The New Rolling Stone Album Guide | [ 2 ]        |
| Sputnikmusic                      | 4.5 (Superb) |
| Dizionario del Pop-Rock           | [ 4 ]        |

Styx è il primo album del gruppo musicale omonimo, pubblicato nel settembre del 1972 per l'etichetta discografica Wooden Nickel Records.
Il brano Best Thing, contenuto nell'album, si classificò all'ottantaduesimo posto (14 ottobre 1972) della classifica (riservata ai singoli) Billboard Hot 100.

## Tracce
Lato A
1. Movement for the Common Man – 13:11
2. Right Away – 3:40 (Paul Frank)

Lato B
1. What Has Come Between Us – 4:53 (Mark Gaddis)
2. Best Thing – 3:13 (James Young, Dennis DeYoung)
3. Quick Is the Beat of My Heart – 4:49 (Lewis Mark)
4. After You Leave Me – 4:00 (George S. Clinton)

## Formazione
- John Curulewski - chitarra, voce, electronics
- Dennis DeYoung - organo, piano, sintetizzatore, voce
- Chuck Panozzo - basso
- John Panozzo - batteria, percussioni
- James Young - chitarra, chitarra acustica, voce

Note aggiuntive
- Bill Traut e John Ryan - produttori
- John Ryan - produttore (brano: Street Collage)
- Registrazioni effettuate al Paragon Recording Studios di Chicago, Illinois (Stati Uniti)
- Marty Feldman e Barry Mraz - ingegneri delle registrazioni
- Jay McLaughlin - ingegnere delle registrazioni (solo per il brano: Street Collage)
- Remixaggio di Barry Mraz e John Ryan
- Masterizzato al The Mastering Lab di Los Angeles, California (Stati Uniti)
- Acy Lehman - art director
- David Hecht e Murray Laden - fotografie copertina frontale album
- David Hecht - fotografia retrocopertina album[9]